# Ministeriał
Ministeriał (łac. ministerialis "służebny" od minister "sługa") – w średniowiecznej Rzeszy Niemieckiej - początkowo niewolny urzędnik dworski i członek orszaku możnowładcy, z czasem najczęściej uzyskujący wolność i prawo przynależności do stanu rycerskiego. Rycerze służebni, inaczej Dienstleute lub ministeriales, pojawili się na początku XI wieku. Jako niewolni byli całkowicie zależni od możnowładcy, znajdowali się na jego utrzymaniu lub otrzymywali ziemię. 
W XII wieku grupa ta utrwaliła się, umocniła w swych prawach własności i jako wolne, ale biedne rycerstwo egzystowała jako klientela możniejszych feudałów. W polskich warunkach odpowiednikiem ministeriała był włodyka.
Drobne rycerstwo wywodzące się od ministeriałów często zasilało szeregi zakonu krzyżackiego w Prusach. Potomkiem ministeriała był np. mistrz Herman von Salza.

## Ministeriał w Polsce
Ministeriałowie, (ministeriales) w średniowiecznej Polsce - służebnicy dworscy panującego, wykonujący różne profesje w służbie łowieckiej, hodowlanej, rzemieślniczej i innych. Od okresu wczesnohistorycznego do XIII wieku działający także w systemie osad służebnych. Ministeriałowie jako ludzie książęcy (homines ducis) podlegali prawu grupowemu.